# Mixophyes coggeri
Espèce
Statut de conservation UICN

 LC  : Préoccupation mineure
Mixophyes coggeri est une espèce d'amphibiens de la famille des Myobatrachidae.

## Répartition
Cette espèce est endémique de Nord-Est du Queensland en Australie. Elle se rencontre de 100 à 1 500 m d'altitude,.

## Étymologie
Cette espèce est nommée en l'honneur d'Harold George Cogger.

## Publication originale
- Mahony, Donnellan, Richards & McDonald, 2006 Species boundaries among barred river frogs, Mixophyes (Anura:  Myobatrachidae) in north-eastern Australia, with descriptions of two new species. Zootaxa, no 1228, p. 35–60.